# Collegio uninominale Liguria - 03 (Camera dei deputati 2017)
Il collegio elettorale uninominale Liguria - 03 è stato un collegio elettorale uninominale della Repubblica Italiana per l'elezione della Camera tra il 2017 ed il 2022.

## Territorio
Come previsto dalla legge elettorale italiana del 2017, il collegio era stato definito tramite decreto legislativo all'interno della circoscrizione Liguria.
Era formato da parte del territorio del comune di Genova (aree urbanistiche Begato, Belvedere, Bolzaneto, Borzoli, Ca' Nuova, Calcinara, Campasso, Campi, Castelluccio, Certosa, Cornigliano, Crevari, Morego, Multedo, Palmaro, Pegli, Pontedecimo, Pra', Rivarolo, Sampierdarena, San Bartolomeo, San Gaetano, San Giovanni Battista, San Quirico, Sestri Ponente, Teglia e Voltri) e dai comuni di Campomorone, Ceranesi, Mignanego, Sant'Olcese e Serra Riccò nella città metropolitana di Genova.
Il collegio era parte del collegio plurinominale Liguria - 01.

## Eletti
| Elezione | Elezione | Deputato         | Partito            |
| -------- | -------- | ---------------- | ------------------ |
|          | 2018     | Roberto Traversi | Movimento 5 Stelle |

## Dati elettorali

### XVIII legislatura
Come previsto dalla legge elettorale, 232 deputati erano eletti con sistema a maggioranza relativa in altrettanti collegi uninominali a turno unico.
| Candidati              | Candidati                  | Voti    | %     | Liste                           | Voti    | %     |
| ---------------------- | -------------------------- | ------- | ----- | ------------------------------- | ------- | ----- |
|                        | Roberto Traversi ✔️ Eletto | 46 142  | 35,60 | Movimento 5 Stelle              | 46 142  | 35,60 |
|                        | Cristina Pozzi             | 37 043  | 28,58 | Lega                            | 22 405  | 17,28 |
| Forza Italia           | Cristina Pozzi             | 37 043  | 28,58 | 10 776                          | 8,31    |       |
| Fratelli d'Italia      | Cristina Pozzi             | 37 043  | 28,58 | 3 256                           | 2,51    |       |
| Noi con l'Italia - UDC | Cristina Pozzi             | 37 043  | 28,58 | 606                             | 0,47    |       |
|                        | Mario Tullo                | 34 362  | 26,51 | Partito Democratico             | 29 803  | 22,99 |
| +Europa                | Mario Tullo                | 34 362  | 26,51 | 3 436                           | 2,65    |       |
| Italia Europa Insieme  | Mario Tullo                | 34 362  | 26,51 | 725                             | 0,56    |       |
| Civica Popolare        | Mario Tullo                | 34 362  | 26,51 | 398                             | 0,31    |       |
|                        | Sergio Cofferati           | 7 022   | 5,42  | Liberi e Uguali                 | 7 022   | 5,42  |
|                        | Antonella Marras           | 1 811   | 1,40  | Potere al Popolo!               | 1 811   | 1,40  |
|                        | Paola Dadone               | 988     | 0,76  | Partito Comunista               | 988     | 0,76  |
|                        | Josephine Donzello         | 901     | 0,70  | CasaPound                       | 901     | 0,70  |
|                        | Silvana Ghelfi             | 573     | 0,44  | Il Popolo della Famiglia        | 573     | 0,44  |
|                        | Laura Rossi                | 262     | 0,20  | 10 Volte Meglio                 | 262     | 0,20  |
|                        | Silvia Arcari              | 240     | 0,19  | Partito Valore Umano            | 240     | 0,19  |
|                        | Christian Febbraro         | 212     | 0,16  | Per una Sinistra Rivoluzionaria | 212     | 0,16  |
|                        | Enzo Ghizolfi              | 71      | 0,05  | PRI - ALA                       | 71      | 0,05  |
| Totale                 | Totale                     | 129 627 | 100   |                                 | 129 627 | 100   |
|                        |                            |         |       |                                 |         |       |
| Voti non validi        | Voti non validi            | 3 574   | 2,68  |                                 |         |       |
| Votanti                | Votanti                    | 133 201 | 69,43 |                                 |         |       |
| Elettori               | Elettori                   | 191 862 |       |                                 |         |       |